# Казимир I Цешинский
Казимир I Цешинский (пол. Kazimierz I cieszyński; (1280/1290―1358) — князь цешинский (1314/1315―1358), севежский (1337 год—1358) и бытомский (1357—1358).

## Биография
Представитель цешинской линии Силезских Пястов. Младший (второй) сын князя Мешко I Цешинского. Имя и происхождение его матери неизвестны.
В 1314/1315 году, после смерти князя Мешко I Цешинского, его сыновья разделили отцовские владения. По неизвестным причинам старший сын Владислав получил во владение не столичный Цешин, а имевший гораздо меньшее значение Освенцим. Казимир I получил основную часть отцовского княжества со столицей в Цешине.
Князь Казимир Цешинский первоначально поддерживал хорошие отношения с великим князем краковским, а с 1320 года королём польским Владиславом Локетеком. Но в 1321—1324 годах Цешинское княжество было несколько раз разграблено литовцами, союзниками Владислава Локетека, и союз с польским королем был разорван. После этого Казимир Цешинский перешел на сторону главного противника Владислава Локетека, короля Чехии Яна Люксембургского. Это еще больше усложнило отношения Казимира со старшим братом Владиславом Освенцимским, бывшим твердым сторонником польского короля.
18 февраля 1327 года князь Казимир Цешинский принес в городе Опава вассальную присягу на верность чешскому королю Яну Люксембургскому. Взамен король Чехии согласился признать Казимира Цешинского наследником Освенцимского княжества после угасания местной княжеской ветви Пястов. Спустя пятнадцать дней, 23 февраля, Ян Люксембургский признал Казимира Цешинского наследственным правителем своего княжества с сохранением внутреннего суверенитета. В 1348 году, после заключения польско-чешского мирного договора в Намыслуве, Польша вынуждена была признать вассальную зависимость большинства силезских княжеств от Чехии.
Казимир Цешинский стремился сохранить территориальное единство своего княжества и поэтому избрал только одного из своих сыновей в качестве преемника. Первоначально им должен был стать старший сын Владислав (ум. 1355), а после его смерти наследником стал третий сын Пшемыслав Носак, а остальные сыновья (Болеслав, Ян и Земовит) были предназначены для церковной карьеры.
Казимир Цешинский старался также расширить княжеские владения. В 1337 году он выкупил за 720 гривен у князя Владислава Бытомского города Севеж и Челядзь, составлявшие Севежское княжество. В 1355 году после смерти князя Болеслава Бытомского, последнего мужского представителя бытомской линии Силезских Пястов, Казимир Цешинский вступил в спор за Бытомское княжество с князем Конрадом I Олесницким. Конфликт удалось разрешить соглашением 8 декабря 1357 года, по которому Бытомское княжество было разделено между олесницким и цешинским князьями: Казмириру Цешинскому досталась половина города Бытом, а также города Гливице, Тошек и Пысковице.
В 1336 году после смерти своего двоюродного брата, бездетного князя Лешека Рацибужского, Казимир Цешинский безуспешно пытался Рацибуж к своим владениям, но король Ян Люксембургский передал Ратиборское княжество князь Микулашу II Опавскому, женатому первым браком на Анне Рацибужской, сестре Лешека.
Князь Казимир Цешинский также заботился о развитии городов. Он перестроил замок в Цешине, а около 1320 года даровал городу Бельско Магдебургское право.
Чтобы укрепить своё положение, Казимир выдал своих дочерей Анну и Агнешку замуж за соседних силезских князей (Анна стала женой князя Вацлава I Легницкого, а Агнешка — князя Конрада II Олесницкого).
Казимир Цешинский скончался в 1358 году и был похоронен в склепе доминиканского костёла в Цешине. Ему наследовал его третий сын Пшемыслав I Носак.

## Семья и дети
В 1321/1324 году князь Казимир Цешинский женился на Евфимии Мазовецкой (1311—1364), единственной дочери Тройдена I, князя черского, и Марии Юрьевны Галицкой. Дети от этого брака:
- Анна (ок. 1325—1367), жена с 1338/1340 года Вацлава I (1310/1318-1364), князя легницкого;
- Владислав (1325/1331 — 1355);
- Иоланта Гелена (ум. 1403), аббатиса в Кракове;
- Болеслав (1331/1332 — 1356), старший приор в Праге;
- Пшемыслав I Носак (1332/1336 — 23 мая 1410), князь цешинский;
- Агнешка (ум. 1371), жена с 1352/1354 года Конрада II (1338/1340-1403), князя олесницкого;
- Ян (1339—1359), клирик,
- Земовит (ум. 1391), генеральный приор ордена иоаннитов в Чехии, Моравии и Австрии;
- Эльжбета (ум. 1363), монахиня в Тшебнице.